# نبرد نخست پانی‌پت
نخستین نبرد پانی‌پت، در تاریخ ۲۱ آوریل ۱۵۲۶ میان نیروهای تهاجمی محمد بابر و پادشاهی لودی رخ داد. مکان این رویداد در شمال هند بود که نخستین قدم برای ایجاد امپراتوری تیموری هند و پایان سلطان‌نشین دهلی بود.